# نیتان اوتول
نیتان اوتول (انگلیسی: Nathan O'Toole؛ زادهٔ ۱۷ مارس ۱۹۹۸) بازیگر اهل ایرلند است. 
از فیلم‌ها یا مجموعه‌های تلویزیونی که وی در آن نقش داشته‌است، می‌توان به وایکینگ‌ها و خانواده بورجا اشاره کرد.